# 伊麗莎白敦 (紐約州普查規定居民點)
伊麗莎白敦（英語：Elizabethtown）是位於美國紐約州艾塞克斯縣的普查規定居民點。

## 人口
根據2020年美國人口普查的數據，伊麗莎白敦的面積為8.57平方千米，當中陸地面積為8.56平方千米，而水域面積為0.01平方千米。當地共有人口746人，而人口密度為每平方千米87.05人。